# Roddie Haley
Roddie Haley (* 6. Dezember 1965 in Texarkana, Texas; † 17. Februar 2022 ebenda) war ein US-amerikanischer Sprinter, der sich auf den 400-Meter-Lauf spezialisiert hatte.
Den mit Abstand größten Erfolg seiner Karriere feierte er mit dem Titelgewinn in der 4-mal-400-Meter-Staffel bei den Leichtathletik-Weltmeisterschaften 1987 in Rom. Die US-amerikanische Staffel in der Aufstellung Danny Everett, Roddie Haley, Antonio McKay und Harry Reynolds verwies in 2:57,29 min die Staffeln Großbritanniens und Kubas auf die Plätze. Haley startete in Rom auch im 400-Meter-Lauf und belegte den achten Rang.
Kurz zuvor hatte Roddie Haley, Student der University of Arkansas, mit der Staffel bereits bei den Panamerikanischen Spielen in Indianapolis gesiegt.

## Bestleistungen
- 400 m: 44,48 s, 18. Mai 1986, Houston